# Henri Carels
Henri Carels (* 1927 in Forest; † 3. Juli 2009) war ein belgischer Jazztrompeter.

## Leben und Wirken
Carels kam zum Jazz, als er im Rundfunk die Sendungen von Carlos de Radzitsky und Albert Bettonville hörte. Zunächst von Tommy Ladnier beeinflusst, besuchte er Murse an der Musikakademie seines Heimatorts. 1947 holte ihn Bob Shaw in seine Band, mit der er dann auf dem Jazzfestival des Hot Club du Belgique auftrat. 1950 spielte er im Pariser Le Caveau de la Huchette im Duo mit Boris Vian.  In den 1950er-Jahren arbeitete er u. a. mit Jean Leclère, bevor er Leiter des Orchesters im Brüssler Nachtclub La Rose Noire wurde, dem zeitweilig auch Christian Kellens und Jacques Pelzer angehörten.
Im Mai 1955 spielte Carels das Album Innovation en Jazz No. 1 – Jazz à la Rose Noire ein; mit seiner Band aus Roger Asselberghs, Jean Fanis, Nick Kletchkovsky und Léon Demeuldre interpretierte er darauf Jazzstandards wie „Black and Blue“, „Back Home Again in Indiana“, „Lester Leaps In“ und „When It’s Sleepy Time Down South“. Im selben Jahr spielte er bei für den Sender INR veranstalteten  Jamsessions mit Peanuts Holland, Albert Nicholas, Don Byas, Francis Coppieters und Albert Nicholas. Weitere Aufnahmen entstanden mit dem Léon-Demeuldre-Quintett. 1956 tourte er mit dem Orchester von Janot Morales; in den späten 1950er-Jahren nahm er noch mit Eddie De Latte und Bill Coleman auf; ferner gastierte er mit Herman Sandy auf dem Comblain Jazz Festival und verließ dann bis 1977 die Musikszene, als er ein Comeback mit der Victoria Jazz Band hatte. Stilistisch war er von Louis Armstrong und Buck Clayton beeinflusst. Im Bereich des Jazz war er zwischen 1955 und 1960 an sieben Aufnahmesessions beteiligt.

## Lexikalischer Eintrag
- Émile Henceval: Dictionnaire du jazz à Bruxelles et en Wallonie. Liège: Pierre Mardaga, 1991.